# Eptesicus chiriquinus
Eptesicus chiriquinus (Thomas, 1920) è un pipistrello della famiglia dei Vespertilionidi diffuso in America centrale e meridionale.

## Descrizione

### Dimensioni
Pipistrello di piccole dimensioni, con la lunghezza della testa e del corpo tra 62 e 69 mm, la lunghezza dell'avambraccio tra 43 e 48 mm, la lunghezza della coda tra 36 e 51 mm, la lunghezza del piede tra 9 e 13 mm, la lunghezza delle orecchie tra 12 e 17 mm e un peso fino a 13 g.

### Aspetto
La pelliccia è lunga e setosa. Le parti dorsali sono castano scure o nerastre, mentre le parti ventrali sono più chiare con la base dei peli castano scura. Il muso è largo, con due masse ghiandolari sui lati. Gli occhi sono piccoli. Le orecchie sono di dimensioni normali, ben separate tra loro, triangolari e con l'estremità appuntita. Il trago è lungo, stretto e con l'estremità leggermente arrotondata. Le membrane alari sono nere o bruno-nerastre. La punta della lunga coda si estende leggermente oltre l'ampio uropatagio. Il calcar è lungo più del piede.

## Biologia

### Alimentazione
Si nutre di insetti catturati in volo sopra spazi aperti e lungo gli sterrati.

## Distribuzione e habitat
Questa specie è diffusa nella Costa Rica meridionale, Panama, Colombia, Venezuela, Ecuador, Guyana, Suriname, Guyana francese e negli stati brasiliani dell'Amazonas, Pará, Minas Gerais e Bahia.
Vive nelle foreste sempreverdi e ai loro margini fino a 3.000 metri di altitudine.

## Conservazione
La IUCN Red List, considerato il vasto areale, classifica E.chiriquinus come specie a rischio minimo (Least Concern)).